# Tesni Evans
Tesni Evans, née le 15 octobre 1992 à Cardiff, est une joueuse professionnelle de squash représentant le pays de Galles. Elle atteint le 9e rang mondial en novembre 2018, son meilleur classement. Elle est championne britannique en 2018 et 2019. Son frère Emyr Evans est également joueur professionnel de squash.

## Carrière
Elle devient à l'occasion du classement de janvier 2017 la deuxième Galloise après Tegwen Malik à rentrer dans le top 20 et en novembre 2017, à l'occasion du Hong Kong Open, la première joueuse galloise à atteindre les quarts de finale d'un tournoi PSA World Series. À l'occasion des championnats du monde 2017, elle devient la première Galloise à atteindre les quarts de finale d'un championnat du monde après avoir éliminé Laura Massaro et atteint ainsi la 12e place mondiale. En février 2018, elle devient la première Galloise championne britannique,. La semaine suivante, elle s'incline au Windy City Open face à la no 3 mondiale et future championne Nour El Tayeb en cinq jeux après avoir disposé de quatre balles de match. Elle devient en mai 2018 la première Galloise en quart de finale du prestigieux British Open après une victoire sur Joelle King, récente vainqueur des Jeux du Commonwealth et 4e joueuse mondiale,. En octobre 2018, elle atteint pour la première fois les demi-finales d'un tournoi majeur, l'US Open après un succès face à Joelle King 5e mondiale puis une première victoire sur Sarah-Jane Perry 8e mondiale,. Elle s'incline ensuite face à la championne du monde Raneem El Weleily. Grâce à ces bons résultats, elle intègre le top 10 en novembre 2018.
En fin d'année 2023, elle se marie avec Ben Murphy et prend le nom de Tesni Murphy.

## Palmarès

### Titres
- Monte-Carlo Squash Classic : 2024
- Championnats britanniques : 2 titres (2018, 2019)
- Championnats du pays de Galles : 8 titres (2011, 2013, 2015-2019, 2021)

### Finales
- Open de Nouvelle-Zélande de squash: 2022
- Open de Manchester : 2019
- Cleveland Classic : 2019
- Monte-Carlo Squash Classic : 2018
- Championnats britanniques : 2023